# Pasquale Marranzino
Pasquale Marranzino (Nápoles, 28 de enero de 2004) es un futbolista italiano que juega como extremo izquierdo. Actualmente milita en la U. S. Sambenedettese de la Serie C de Italia.

## Trayectoria
Se formó en las categorías juveniles del Napoli. Con el equipo sub-19 compitió en la Liga Juvenil de la UEFA 2022-23. En enero de 2023 firmó su primer contrato profesional con el Napoli.
En julio de 2023 fue cedido a la Juve Stabia de la Serie C, donde jugó 11 partidos oficiales (8 en liga y 3 en copa) y marcó 1 gol.
Regresó al Napoli en junio de 2024; tras renovar su contrato, fue incluido en la convocatoria para la pretemporada en Dimaro. Poco después fue cedido a la Cavese 1919, con la que disputó 18 partidos en la Serie C y marcó un gol.
En julio de 2025 fichó por la Sambenedettese, también de la Serie C, firmando un contrato de dos temporadas.

## Estadísticas

### Clubes
Actualizado al último partido disputado el 27 de abril de 2025.
| Club                          | Div.          | Temporada     | Liga  | Liga  | Copa  | Copa  | Internacional | Internacional | Total | Total |
| Club                          | Div.          | Temporada     | Part. | Goles | Part. | Goles | Part.         | Goles         | Part. | Goles |
| ----------------------------- | ------------- | ------------- | ----- | ----- | ----- | ----- | ------------- | ------------- | ----- | ----- |
| S. S. · Juve Stabia · Italia  | 3.ª           | 2023‑24       | 8     | 0     | 3     | 1     | 0             | 0             | 11    | 1     |
| Cavese 1919 · Italia          | 3.ª           | 2024‑25       | 18    | 1     | 0     | 0     | 0             | 0             | 18    | 1     |
| U. S. Sambenedettese · Italia | 3.ª           | 2025‑26       | 0     | 0     | 0     | 0     | 0             | 0             | 0     | 0     |
| Total carrera                 | Total carrera | Total carrera | 26    | 1     | 3     | 1     | 0             | 0             | 29    | 2     |